# Waschhaus (Saint-Dizier-l’Évêque)
Das Waschhaus (französisch lavoir) in Saint-Dizier-l’Évêque, einer französischen Gemeinde im Département Territoire de Belfort in der Region Bourgogne-Franche-Comté, wurde 1893 errichtet. Das öffentliche Waschhaus außerhalb des Ortes steht seit 2006 als Monument historique auf der Liste der Baudenkmäler in Frankreich.
Das Waschhaus wird von einer Quelle mit Wasser versorgt. Der an allen Seiten offene Bau ruht auf acht rechteckigen Steinsäulen. Er wird von einem Walmdach abgeschlossen.
Im Außenbereich ist eine Viehtränke vorhanden.

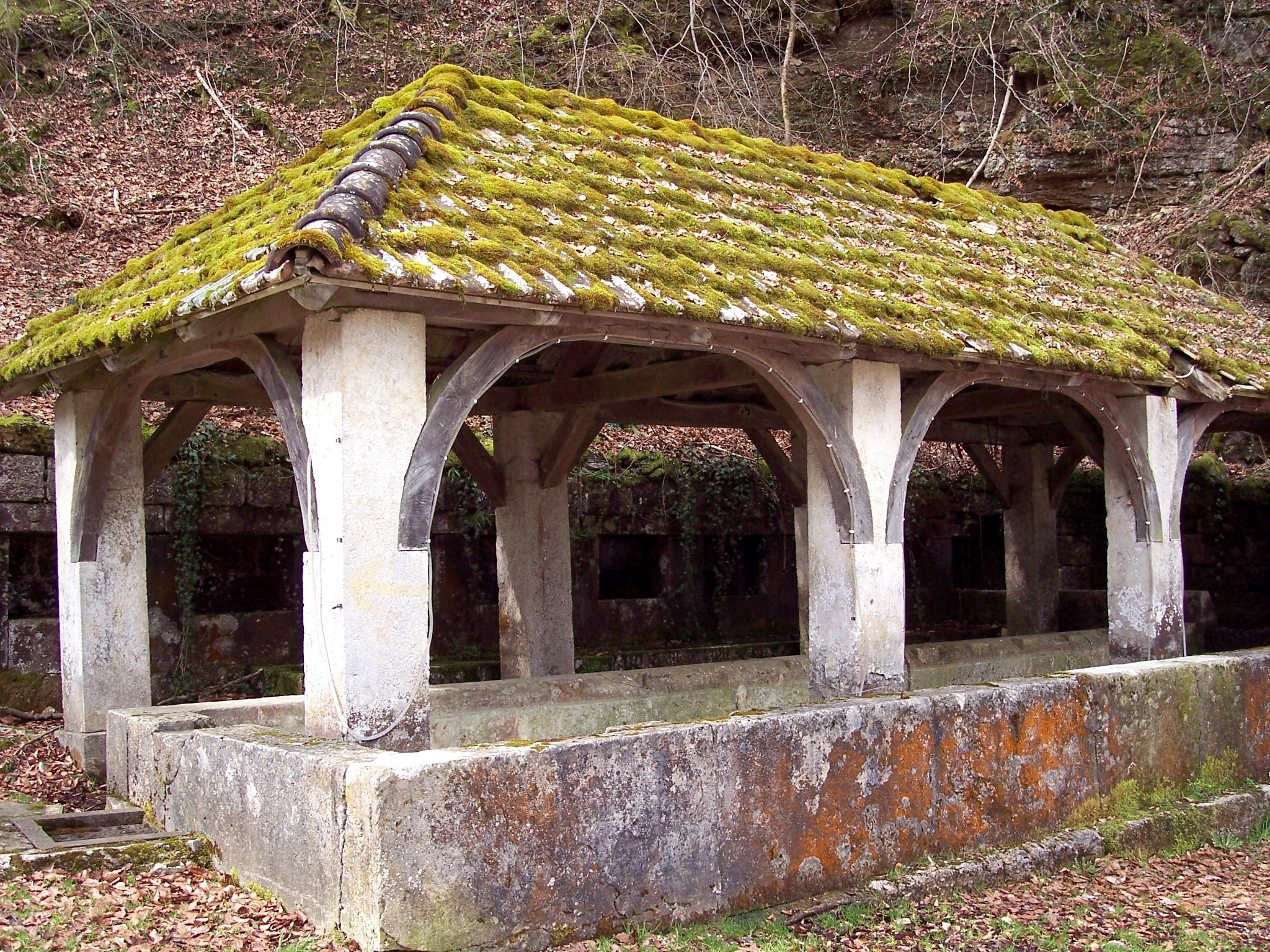
Waschhaus
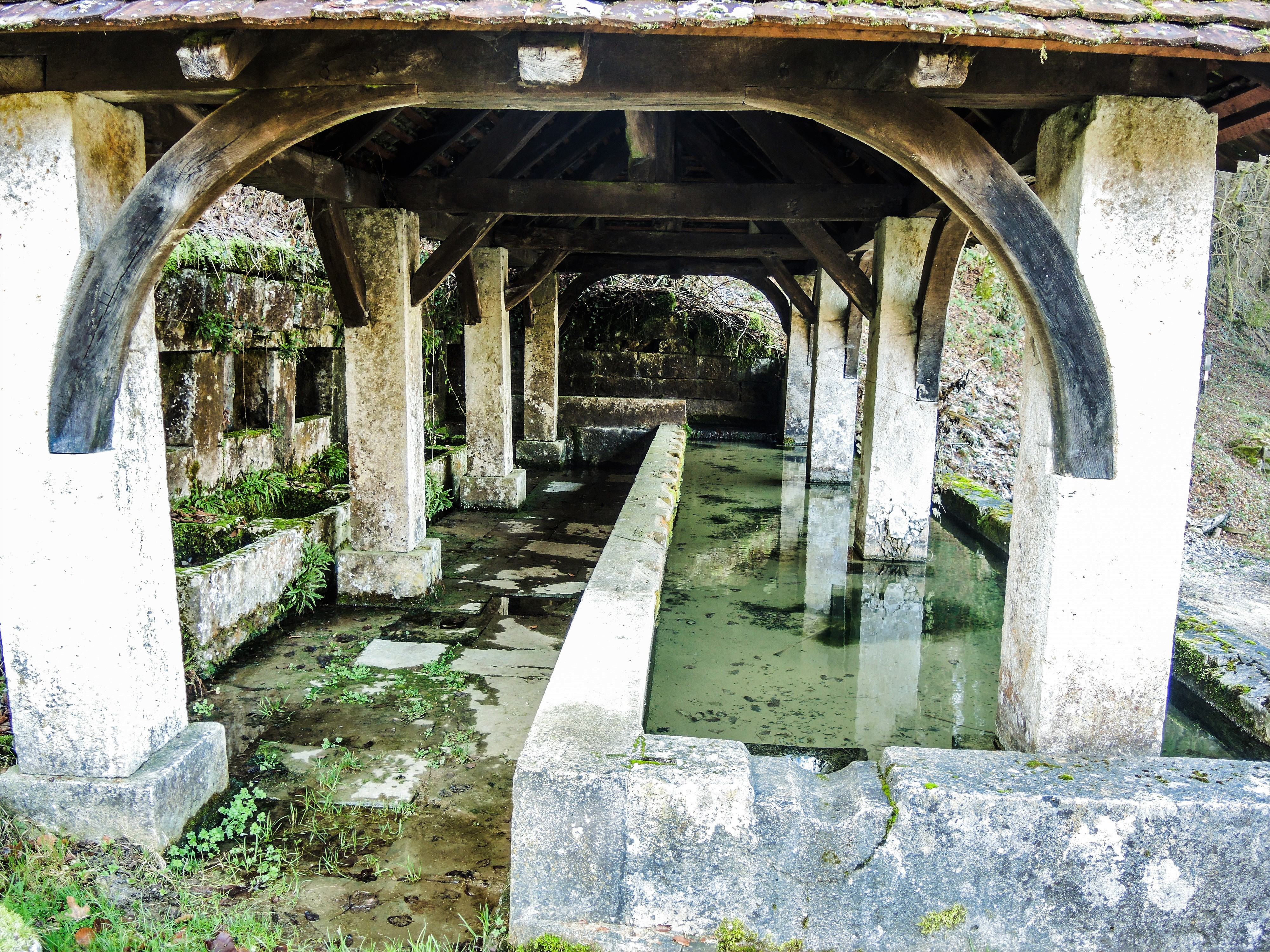
Innenansicht
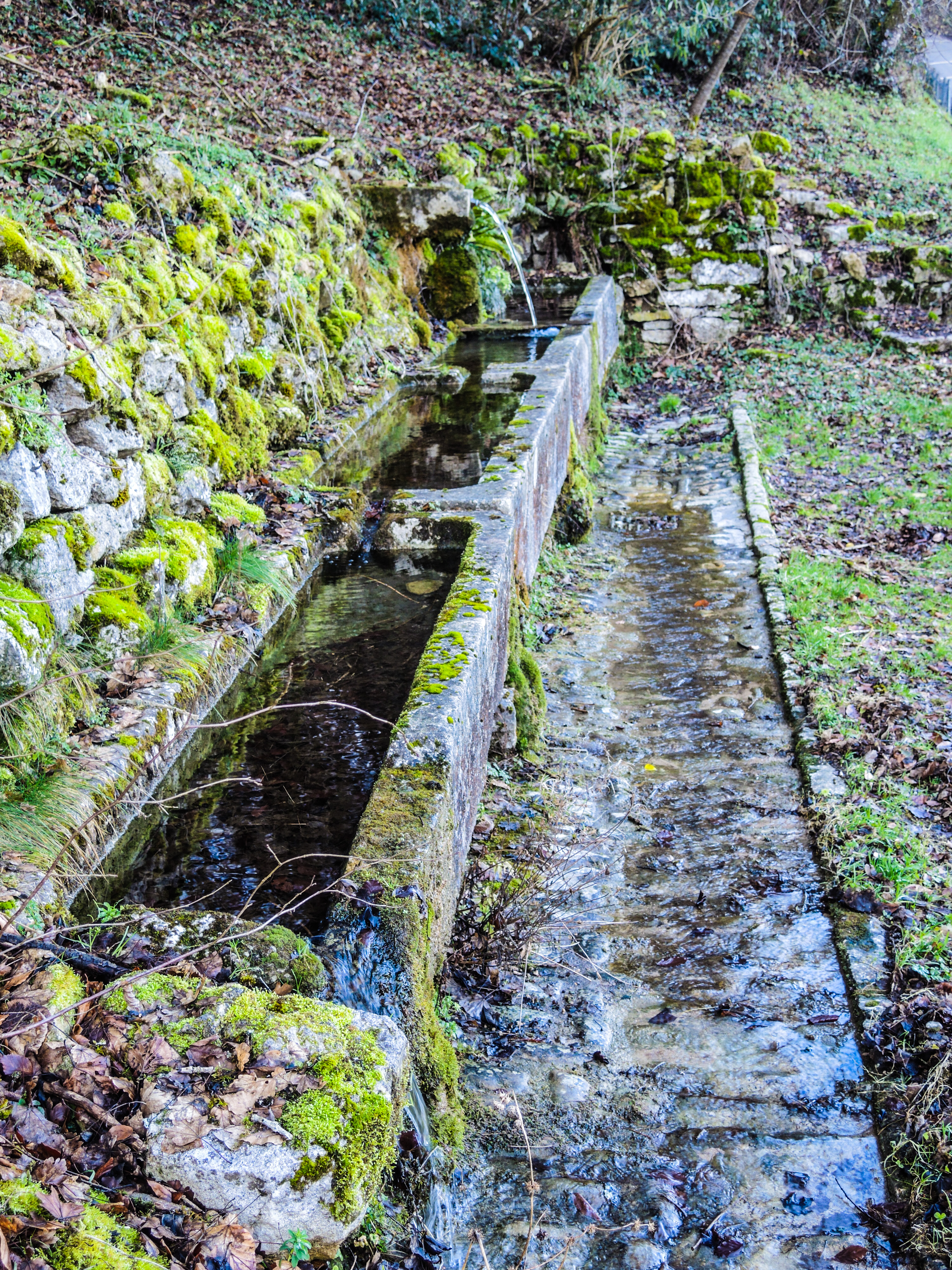
Viehtränke